# Benjamin Lincoln
Benjamín Lincoln (n. 24 de enero de 1733 en Hingham, Massachusetts-† 9 de mayo de 1810) fue un militar estadounidense.

## Biografía
Asistió a las escuelas locales, y luego estableció su propia explotación. Fue elegido en 1757 como secretario del ayuntamiento, que poco a poco se convirtió en prominente en la colonia de la milicia y la política.
En 1772, había alcanzado el rango de teniente coronel y había sido elegido a la legislatura colonial. Más tarde se desempeñó como secretario de la Asamblea Provincial que sustituyó a la Asamblea Legislativa Colonial en contravención de la ley del puerto de Boston. En 1776, recibió un comando de milicias en la defensa de Nueva York, y aunque Lincoln no tenía comisión del Congreso, Washington le dio el mando de una división continental.
A principios de 1777, se fue a Morristown y luego asumió el mando de toda la milicia de Nueva Inglaterra. Con estas tropas, que las líneas de suministro interrumpido británico, participó en la victoria en Saratoga continental, donde fue gravemente herido. Se reincorporó al ejército como comandante de la campaña del sur, en septiembre de 1778. Después de un año de pequeñas escaramuzas, los británicos derrotaron a Lincoln, capturaron a él y a su ejército, y conquistaron Charleston.
Fue intercambiado a fines de 1780. Tras su liberación, mandó una división en la victoria en Yorktown continental. Fue el segundo del mando, cuando los ingleses se rindieron allí.
Desde 1781 hasta 1783 Lincoln fue el primer ministro de guerra de los Estados Unidos.